# Areca jugahpunya
Areca jugahpunya är en enhjärtbladig växtart som beskrevs av John Dransfield. Areca jugahpunya ingår i släktet Areca och familjen Arecaceae. Inga underarter finns listade i Catalogue of Life.